# بلدة فالي (مقاطعة كنوكس)
بلدة فالي، مقاطعة كنوكس (نبراسكا) (بالإنجليزية: Valley Township, Knox County, Nebraska)‏ هي منطقة سكنية تقع في الولايات المتحدة في مقاطعة كنوكس، نبراسكا.  يقدر عدد سكانها بـ 214 نسمة ومساحتها 92.76 كم2  وترتفع عن سطح البحر 499 متر.